# Kościelec (gromada w powiecie kolskim)
Kościelec – dawna gromada, czyli najmniejsza jednostka podziału terytorialnego Polskiej Rzeczypospolitej Ludowej w latach 1954–1972.
Gromady, z gromadzkimi radami narodowymi (GRN) jako organami władzy najniższego stopnia na wsi, funkcjonowały od reformy reorganizującej administrację wiejską przeprowadzonej jesienią 1954 do momentu ich zniesienia z dniem 1 stycznia 1973, tym samym wypierając organizację gminną w latach 1954–1972.
Gromadę Kościelec z siedzibą GRN w Kościelcu utworzono – jako jedną z 8759 gromad na obszarze Polski – w powiecie kolskim w woj. poznańskim, na mocy uchwały nr 24/54 WRN w Poznaniu z dnia 5 października 1954. W skład jednostki weszły obszary dotychczasowych gromad Białków Górny, Białków Kościelny, Daniszew, Dąbrowice Częściowe, Gozdów, Kościelec, Leszcze i Straszków (bez gruntów poduchownych o pow. 17 ha i gruntów zajętych pod szpital powiatowy w Kole o pow. 3 ha a leżące wewnątrz gruntów miasta Koło, które włączono do Koła) oraz miejscowość Koble Polickie (wieś) z dotychczasowej gromady Police Średnie ze zniesionej gminy Kościelec w tymże powiecie. Dla gromady ustalono 27 członków gromadzkiej rady narodowej.
1 stycznia 1962 do gromady Kościelec włączono obszar zniesionej gromady Trzęśniew oraz miejscowości Łęka, Michałówek, Police Ruszkowskie i Police Średnie ze znoszonej gromady Ruszków Pierwszy w tymże powiecie.
1 stycznia 1970 części wsi Gozdów (1 ha) i Straszków (2 ha) z gromady Kościelec włączono do miasta Koło.
1 stycznia 1972 do gromady Kościelec włączono miejscowości Dobrów, Police Mostowskie, Ruszków Drugi i Ruszków Pierwszy z gromady Koło w tymże powiecie
Gromada przetrwała do końca 1972 roku, czyli do kolejnej reformy gminnej. 1 stycznia 1973 w powiecie kolskim reaktywowano gminę Kościelec.